# Jean-Baptiste Meynier
Jean-Baptiste Meynier (ur. 22 kwietnia 1749, zm. 3 grudnia 1813) – francuski generał, w armii królewskiej (1765 – 1789), uczestnik wojen o niepodległość Stanów Zjednoczonych (1780 – 1783).

## Kalendarium z okresuRewolucjiiCesarstwa
- 29 kwietnia 1792 – kapitan 82. pułku piechoty liniowej
- 1792 – 1795 – w Armii Renu
- 28 października 1792 – komendant fortu Königstein
- 15 maja 1793 – komendant placu w Landau
- 20 maja 1793 – generał brygady – nominacja prowizoryczna dokonana w Armii Renu
- 27 września 1793 – generał dywizji
- 1 października 1793 – dowódca awangardy Armii Renu
- 13 października 1793 – ranny w bitwie pod Wissembourg
- 15 lipca 1794 – dowódca 5. dywizji (Armia Renu)
- październik 1795 – przejście do Armii Italii jako komendant trzech kolumn marszowych
- 22 listopada 1795 – w bitwie pod Loano
- 6 grudnia 1795 – dowódca 2. dywizji awangardy gen. Massény (Armia Italii)
- 22 kwietnia 1796 – w sztabie Armii Italii
- 29 kwietnia 1796 – gubernator Tortony
- 7 października 1796 – komendant Ferrary
- 4 listopada 1796 – komendant Werony
- 7 listopada 1796 – na reformie
- 27 listopada 1798 – komendant 18. okręgu wojskowego
- 27 sierpnia 1803 – komendant garnizonu Moguncja